# Robert Manuel Cook
Robert Manuel Cook FBA (4 de julio de 1909 – 10 de agosto de 2000)  fue un erudito y arqueólogo clásico de Inglaterra, experto en cerámica griega. Fue Laurence Professor of Classical Archaeology en la Universidad de Cambridge, autor de varios textos académicos y fue elegido socio de la Academia británica en 1976.

## Biografía
Robert Cook nació en Sheffield el 4 de julio de 1909, hijo de un clérigo, y educado en el Marlborough College, y en el Clare College de Cambridge, donde se graduó con el British undergraduate degree en Estudios clásicos. En 1946, después de ser en la preguerra profesor de educación superior en la Universidad de Mánchester y servir durante la Segunda Guerra Mundial en la Función pública, enseñó  arqueología en la Universidad de Cambridge, hasta que ocupó la cátedra de Laurence Professor of Classical Archaeology en 1962, cargo en el que estuvo hasta su jubilación formal en 1976. Cook publicó Greek Painted Pottery (1962). manual de referencia.
Sue hermano más joven fue John Manuel Cook, también un notable estudioso de la Antigüedad.
Tras su jubilación fue presidente de la Escuela Británica de Atenas (1983-1987). Murió en Cambridge el 10 de agosto de 2000 con 91 años.

## Publicaciones
- Corpus Vasorum Antiquorum ...  British Museum ... Descriptions of the ancient vases in the Department (Corpus Vasorum Antiquorum. Great Britain. fasc. 1, 2, 4, 5, 7, 8, 10, 13.) de Robert Manuel Cook, Edgar John Forsdyke, Frederick Norman Pryce, y Arthur Hamilton Smith ASIN: B0014KZ0KU
- onia and Greece in the Eighth and Seventh Centuries B.C (1948) ASIN: B000WUDKT6
- Amasis mepoiesen (Journal of Hellenic Studies), Council of the Society (1949) ASIN: B0007KCI94
- Painted inscriptions on Chiot pottery (Annual of the British School at Athens,, MacMillan (1952) ASIN: B0007KCI8U
- A list of Clazomenian pottery (Annual of the British School at Athens, 1952 ASIN: B0007KC2S6
- British Museum (Department of Greek and Roman Antiquities) (Corpus vasorum antiquorum. Great Britain) Impreso por orden del Trustees del Museo Británico (1954) ASIN: B0007IZ7CUANDO
- Thucydides as archaeologist (Annual of the British School at Athens), MacMillan (1955) ASIN: B0007KCIB2
- Speculations on the origin of coinage. Bell& Howell Co., Micro Photo Div (1958) ASIN: B0007HDDGE
- Greek Painted Pottery (Handbooks of archaeology (1960) Methuen (1960) ASIN: B001OAY67yo
- The Greeks till Alexander (Ancient peoples and places series) Thames & Hudson (1962) ASIN: B0000CLAQI
- A hydria of the Campana group in Bonn (Jahrbuch der Berliner Museen), (1963) ASIN: B0007KC2SG
- Niobe and her children (Universidad de Cambridge conferencias Inaugurales), Cambridge U.P (1964) ASIN: B0000CM3UA
- A corinthianising dinos in Cambridge,  " L'Erma " di Bretschneider (1965) ASIN: B0007KCIBC
- Southern Greece: an archaeological guide. Attica, Delphi and the Peloponnese. Con ilustraciones, incluyendo planos y mapas, (1968) ASIN: B000WULHMS
- A note on the absolute chronology of the eighth centuries and seventh centuries B.C (Annual of the British School of Archaeology at Athens, (1969) ASIN: B0007KBOOY
- Epoiesen' on Greek vases (Journal of Hellenic Studies), (1971) ASIN: B0007C95GQ
- Greek Art: Its Development, Character and Influence,  Farrar Straus & Giroux (T) (1973) ISBN 0-374-16670-6 ISBN 978-0374166700
- Greek and Roman Pottery  (con R.J. Charlestón), Kodansha América, Inc (1979) ISBN 0-87011-343-7 ISBN 978-0870113437